# Зебжидовиці (гміна)
Гміна Зебжидовіце (пол. Gmina Zebrzydowice) — сільська гміна у південній Польщі. Належить до Цешинського повіту Сілезького воєводства.
Станом на 31 грудня 2011 у гміні проживало 13029 осіб.

## Територія
Згідно з даними за 2007 рік площа гміни становила 41.68 км², у тому числі:
- орні землі: 59.00%
- ліси: 22.00%

Таким чином, площа гміни становить 5.71% площі повіту.

## Населення
Станом на 31 грудня 2011:
| Опис     | Загалом | Загалом | Чоловіки | Чоловіки | Жінки | Жінки |
| -------- | ------- | ------- | -------- | -------- | ----- | ----- |
| одиниця  | осіб    | %       | осіб     | %        | осіб  | %     |
| все      | 13029   | 100     | 6355     | 48.78    | 6674  | 51.22 |
| міське   | 0       | 100     | 0        |          | 0     |       |
| сільське | 13029   | 100     | 6355     | 48.78    | 6674  | 51.22 |

## Сусідні гміни
Гміна Зебжидовіце межує з такими гмінами: Гажлях, Павловіце, Струмень.